# 王氏惇裕义庄
王氏惇裕义庄，位于江苏省苏州市姑苏区潘儒巷31号。建于清代，为苏州市文物保护单位。

## 历史
王氏惇裕义庄又称敦睦园，为明大学士王鏊的后代于清乾隆年间建造，同治年重修。义庄建有两路三进，西路依次为门厅、享堂、后厅，有“敦睦成风”清代砖雕门楼一座。建国后用作小学，1996年整修，将绣线巷张宅的堂楼移建至第三进后侧。义庄整体列入苏州民俗博物馆作为分展区。现为苏州博物馆使用。
1998年11月24日，苏州市人民政府公布，其入选第四批苏州市文物保护单位。